# Nati nel 1933/Settembre
| Questa pagina contiene informazioni ricavate automaticamente dalle voci biografiche con l'ausilio del template Bio e di un bot. L'aggiornamento è periodico e automatico e ricostruisce completamente la pagina. Se manca una persona in questa lista, sei pregato di non aggiungerla, ma accertati piuttosto che la sua voce biografica contenga il template Bio e che i dati anagrafici siano correttamente compilati. Se il template Bio manca, inseriscilo tu stesso o, in alternativa, metti l'avviso {{tmp\|Bio}} che ne segnala la mancanza. Se i dati riportati sono sbagliati, correggi direttamente la voce biografica; le modifiche saranno visibili in questa lista entro pochi giorni. Per chiarimenti vedi il progetto biografie. La lista contiene solo le 173 persone che sono citate nell'enciclopedia e per le quali è stato implementato correttamente il template Bio. Pagina aggiornata al 26 lug 2025. |

- 1º settembre - Alan Ameche, giocatore di football americano statunitense († 1988)
- 1º settembre - Roman Dzneladze, lottatore sovietico († 1966)
- 1º settembre - Gene Harris, pianista statunitense († 2000)
- 1º settembre - Daniel Panzac, storico e orientalista francese († 2012)
- 1º settembre - Ann Richards, politica statunitense († 2006)
- 1º settembre - Vito Riviello, poeta italiano († 2009)
- 1º settembre - Håkan Serner, attore svedese († 1984)
- 1º settembre - Alberto Silvestri, sceneggiatore e autore televisivo italiano († 2001)
- 1º settembre - Conway Twitty, cantautore e chitarrista statunitense († 1993)
- 2 settembre - Norberto Anido, calciatore argentino († 1985)
- 2 settembre - Sandro Benedetti, architetto e storico dell'architettura italiano († 2024)
- 2 settembre - Ed Conlin, cestista e allenatore di pallacanestro statunitense († 2012)
- 2 settembre - Hans Glauber, sociologo, artista e alpinista italiano († 2008)
- 2 settembre - Mathieu Kérékou, militare e politico beninese († 2015)
- 2 settembre - Tore Nochi, pittore e scultore italiano († 1999)
- 2 settembre - William Packard, scrittore, docente e poeta statunitense († 2002)
- 3 settembre - Tompall Glaser, cantante statunitense († 2013)
- 3 settembre - Jeffrey Goldstone, fisico britannico
- 4 settembre - Richard S. Castellano, attore statunitense († 1988)
- 4 settembre - Antonio Domínguez, calciatore spagnolo († 2008)
- 5 settembre - Mohammad-Javad Bahonar, teologo e politico iraniano († 1981)
- 5 settembre - Renzo Calegari, fumettista italiano († 2017)
- 5 settembre - Susana Canales, attrice spagnola († 2021)
- 5 settembre - Eddie Carroll, doppiatore e attore canadese († 2010)
- 5 settembre - Bruce Davidson, fotografo statunitense
- 5 settembre - Francisco Javier Errázuriz Ossa, cardinale e arcivescovo cattolico cileno
- 5 settembre - Henryk Nielaba, ex schermidore polacco
- 6 settembre - Michel Duc-Goninaz, esperantista francese († 2016)
- 6 settembre - Axel Leijonhufvud, economista svedese († 2022)
- 6 settembre - Alda Monico, docente e scrittrice italiana († 2018)
- 7 settembre - Gianni Marchetti, compositore, arrangiatore e direttore d'orchestra italiano († 2012)
- 7 settembre - Lamberto Mari, ex tuffatore italiano
- 7 settembre - Tomoko Ohta, biologa e genetista giapponese
- 7 settembre - Ela Bhatt, attivista indiana († 2022)
- 7 settembre - Giovanna Righini Ricci, insegnante, pedagogista e scrittrice italiana († 1993)
- 7 settembre - Lonnie Zamora, poliziotto statunitense († 2009)
- 8 settembre - Asha Bhosle, cantante e attrice indiana
- 8 settembre - Zoltán Dudás, calciatore ungherese († 1989)
- 8 settembre - Michael Frayn, scrittore e drammaturgo britannico
- 8 settembre - Franco Masala, politico e manager italiano († 2006)
- 8 settembre - Nicola Pagliara, architetto italiano († 2017)
- 8 settembre - Marcel Vonlanden, ex calciatore svizzero
- 9 settembre - Achille e Giovanni Judica Cordiglia, italiano († 2015)
- 9 settembre - Mario Marenco, comico, umorista e attore italiano († 2019)
- 9 settembre - Antonio Masini, pittore, incisore e scultore italiano († 2018)
- 9 settembre - Michael Novak, filosofo, giornalista e scrittore statunitense († 2017)
- 9 settembre - Lidia Pitteri, ginnasta italiana († 2017)
- 9 settembre - Maigonis Valdmanis, cestista e allenatore di pallacanestro sovietico († 1999)
- 10 settembre - Maurizio Bruno, calciatore e allenatore di calcio italiano († 2015)
- 10 settembre - Evgenij Vasil'evič Chrunov, cosmonauta sovietico († 2000)
- 10 settembre - Karl Lagerfeld, stilista e fotografo tedesco († 2019)
- 10 settembre - Larry Morris, giocatore di football americano statunitense († 2012)
- 10 settembre - Oszkár Szigeti, calciatore ungherese († 1983)
- 11 settembre - Misbach Yusa Biran, regista, sceneggiatore e giornalista indonesiano († 2012)
- 11 settembre - Robert Fagles, traduttore, poeta e anglista statunitense († 2008)
- 11 settembre - Francesco Indovina, urbanista, politico e giornalista italiano
- 11 settembre - Nicola Pietrangeli, ex tennista italiano
- 11 settembre - Rachid Sfar, politico tunisino († 2023)
- 11 settembre - Mátyás Szűrös, politico ungherese
- 12 settembre - Len Allchurch, calciatore gallese († 2016)
- 12 settembre - Francesco Cesare Casula, storico italiano
- 12 settembre - Giovanni Cervetti, politico italiano
- 12 settembre - Riccardo Guarneri, pittore italiano
- 12 settembre - Phil Jordon, cestista statunitense († 1965)
- 13 settembre - Mario Albertarelli, giornalista e scrittore italiano († 1997)
- 13 settembre - Giancarlo Asteo, cestista e allenatore di pallacanestro italiano († 1986)
- 13 settembre - Claudio Costantini, storico e attivista italiano († 2009)
- 13 settembre - Bent Hansen, calciatore danese († 2001)
- 13 settembre - Donald Mackay, politico australiano († 1977)
- 13 settembre - Arif Məlikov, compositore azero († 2019)
- 13 settembre - Roberto Pasotti, pittore svizzero
- 14 settembre - Bruno Bollini, calciatore francese († 2015)
- 14 settembre - Zoe Caldwell, attrice e doppiatrice australiana († 2020)
- 14 settembre - Harve Presnell, attore statunitense († 2009)
- 14 settembre - Hillevi Rombin, modella svedese († 1996)
- 14 settembre - Annabella Rossi, antropologa e fotografa italiana († 1984)
- 14 settembre - Girolamo Sirchia, medico e politico italiano
- 14 settembre - Mihály Vasas, ex calciatore ungherese
- 14 settembre - Włodzimierz Wójcicki, schermidore polacco († 2017)
- 15 settembre - Rubem Alves, psicoanalista, educatore e teologo brasiliano († 2014)
- 15 settembre - Vladimir Beljaev, calciatore sovietico († 2001)
- 15 settembre - Henry Darrow, attore portoricano († 2021)
- 15 settembre - Rafael Frühbeck de Burgos, direttore d'orchestra e compositore spagnolo († 2014)
- 15 settembre - Enzo Mustoni, calciatore italiano († 2012)
- 15 settembre - Quarentinha, calciatore brasiliano († 1996)
- 15 settembre - Hiroshi Saitō, cestista giapponese († 2011)
- 15 settembre - Petra Schürmann, modella e attrice tedesca († 2010)
- 15 settembre - Bruno Vacchiano, pittore italiano († 1994)
- 15 settembre - Paulo de Almeida, calciatore brasiliano († 2013)
- 16 settembre - Karel Dobbelaere, sociologo belga († 2024)
- 16 settembre - Edmundo Márquez, cestista e allenatore di pallacanestro messicano († 2012)
- 16 settembre - Vincenzo Scotti, politico italiano
- 17 settembre - Pat Crowley, attrice statunitense
- 17 settembre - Chuck Grassley, politico statunitense
- 17 settembre - Evelyn Kawamoto, nuotatrice statunitense († 2017)
- 17 settembre - Jiří Lanský, altista cecoslovacco († 2017)
- 18 settembre - Bob Bennett, politico statunitense († 2016)
- 18 settembre - Robert Blake, attore statunitense († 2023)
- 18 settembre - Scotty Bowman, allenatore di hockey su ghiaccio canadese
- 18 settembre - Giuseppe Campolieti, scrittore, giornalista e biografo italiano († 2017)
- 18 settembre - Leonid Michajlovič Charitonov, basso-baritono e militare sovietico († 2017)
- 18 settembre - Giorgio Renato Franci, indologo, filosofo e linguista italiano († 2012)
- 18 settembre - Valentina Leonidovna Ponomarëva, cosmonauta e ingegnera russa († 2023)
- 18 settembre - Christopher Ricks, critico letterario e saggista britannico
- 18 settembre - Jimmie Rodgers, cantante statunitense († 2021)
- 18 settembre - Michail Semënov, cestista sovietico († 2006)
- 18 settembre - Donald Shea, attore e stuntman statunitense († 1969)
- 18 settembre - Julio César Strassera, avvocato e giurista argentino († 2015)
- 18 settembre - Hiroshi Suzuki, ex nuotatore giapponese
- 18 settembre - Fred Willard, attore e umorista statunitense († 2020)
- 19 settembre - Ricardo Esberad Capanema, nuotatore brasiliano († 1998)
- 19 settembre - Norbert Eschmann, calciatore svizzero († 2009)
- 19 settembre - Máté Fenyvesi, calciatore ungherese († 2022)
- 19 settembre - Abebe Hailou, atleta etiope
- 19 settembre - Ingrid Jonker, scrittrice sudafricana († 1965)
- 19 settembre - David McCallum, attore e cantante britannico († 2023)
- 20 settembre - Paolo Bianchini, regista e sceneggiatore italiano
- 20 settembre - Adela Gleijer, attrice uruguaiana
- 20 settembre - Dennis Viollet, allenatore di calcio e calciatore inglese († 1999)
- 21 settembre - Flavio Faganello, fotografo, fotoreporter e giornalista italiano († 2005)
- 21 settembre - Anatolij Krutikov, calciatore e allenatore di calcio sovietico († 2019)
- 21 settembre - Simone Marsili, calciatore italiano († 2013)
- 21 settembre - Augusto Melica, politico e medico italiano († 1996)
- 22 settembre - Vincenzo Aloi, mafioso statunitense
- 22 settembre - Luigi Buccico, giornalista e politico italiano († 1979)
- 22 settembre - Marino Carboni, politico e sindacalista italiano († 1979)
- 22 settembre - Vitalij Chodosovskij, ex schermidore sovietico
- 22 settembre - Herbert Lieberman, drammaturgo e scrittore statunitense († 2023)
- 22 settembre - Dave Smith, allenatore di calcio e calciatore scozzese († 2022)
- 23 settembre - Alberto Asor Rosa, critico letterario, storico della letteratura e saggista italiano († 2022)
- 23 settembre - Lina Medina, peruviana
- 24 settembre - Maurice Caillet, medico e scrittore francese († 2021)
- 24 settembre - Raffaele Farina, cardinale e arcivescovo cattolico italiano
- 24 settembre - Giovanni Giudice, biologo e politico italiano († 2016)
- 24 settembre - Anwar Ahmed Khan, hockeista su prato pakistano († 2014)
- 24 settembre - Giovanni Massignani, allenatore di calcio e calciatore belga († 2011)
- 24 settembre - Ivan Prebeg, pugile jugoslavo († 1995)
- 25 settembre - Hubie Brown, ex cestista, allenatore di pallacanestro e telecronista sportivo statunitense
- 25 settembre - Giulio Ciacci, arbitro di calcio italiano († 2017)
- 25 settembre - Henri Gaudin, architetto francese († 2021)
- 25 settembre - Josef Němec, pugile cecoslovacco († 2013)
- 26 settembre - Luigi Borghi, calciatore italiano
- 27 settembre - Greg Morris, attore statunitense († 1996)
- 27 settembre - Will Sampson, attore, cavaliere e pittore statunitense († 1987)
- 28 settembre - Gino Andreani, politico italiano
- 28 settembre - Miguel Berrocal, scultore e artista spagnolo († 2006)
- 28 settembre - Giulio Corsini, allenatore di calcio e calciatore italiano († 2009)
- 28 settembre - Mariano Delogu, politico e dirigente sportivo italiano († 2016)
- 28 settembre - Mario Gherarducci, giornalista, scrittore e pallanuotista italiano († 2012)
- 28 settembre - Robert Hogan, attore statunitense († 2021)
- 28 settembre - Madeleine Kunin, politica tedesca
- 28 settembre - Franca Parisi, attrice italiana
- 28 settembre - Isaías Pessotti, psicologo e scrittore brasiliano († 2024)
- 28 settembre - Alberto Ponis, architetto italiano († 2024)
- 29 settembre - Antonio Corona, politico italiano († 1994)
- 29 settembre - Salvatore Distefano, politico italiano († 2023)
- 29 settembre - Josef Kadraba, calciatore cecoslovacco († 2019)
- 29 settembre - Adriana Lodi Faustini Fustini, politica italiana
- 29 settembre - Samora Machel, politico, rivoluzionario e militare mozambicano († 1986)
- 29 settembre - Alfred Sageder, canottiere austriaco († 2017)
- 29 settembre - Michel Stolker, ciclista su strada olandese († 2018)
- 29 settembre - James Villiers, attore britannico († 1998)
- 30 settembre - Michel Aoun, generale e politico libanese
- 30 settembre - Daniel Colin, politico francese († 2019)
- 30 settembre - Ben Cooper, attore statunitense († 2020)
- 30 settembre - János Flesch, scacchista ungherese († 1983)
- 30 settembre - Jonathan Gash, scrittore britannico
- 30 settembre - Cissy Houston, cantante statunitense († 2024)
- 30 settembre - Illja Kabakov, artista sovietico († 2023)
- 30 settembre - Antonio Mamone, militare italiano († 1961)
- 30 settembre - Ronnie Nolan, calciatore irlandese († 2023)
- 30 settembre - Michael Parenti, saggista, storico e politologo statunitense
- 30 settembre - Pasquale Santoro, pittore italiano († 2022)